# Sciomesa ochroneura
Sciomesa ochroneura är en fjärilsart som beskrevs av Fletcher 1963. Sciomesa ochroneura ingår i släktet Sciomesa och familjen nattflyn. Inga underarter finns listade.